# Netanyacra nuevoleonis
Netanyacra nuevoleonis är en stekelart som beskrevs av Heinrich 1968. Netanyacra nuevoleonis ingår i släktet Netanyacra och familjen brokparasitsteklar. Inga underarter finns listade i Catalogue of Life.